# ФК Жељезничар Добој
ФК Жељезничар је босанскохерцеговачки фудбалски клуб из Добоја, Република Српска. Tренутно се такмичи у Регионалној лиги Републике Српске група Центар, трећем степену такмичења у БиХ.

## Историја
Жељезничар је основан 1933. у тадашњој Краљевини Југославији. Такмичио се у четвртфиналима Купа Југославије 1985/86. На крају сезоне 2009/10. је испао из Друге лиге Републике Српске група Запад.

## Навијачи
Жељезничареви навијачи се називају Поскоци.